# Eleccions legislatives estonianes de 1938
Les eleccions legislatives estonianes de 1938 se celebraren el 24 i el 25 de febrer de 1938 sota les condicions de la nova constitució estoniana per a escollir I Riigivolikogu. Cada candidat havia de pagar una fiança de 250 corones, i una recomanació per recollir 150 firmes. Els votants havien de tenir almenys 22 anys, i com a mínim tres anys de ciutadania d'Estònia.
En 80 districtes es van presentar 208 candidats, i a vuit districtes es va presentar un sol candidat. De conformitat amb la llei, les eleccions no es van celebrar en aquests districtes i els candidats van ser elegits de manera directa i secreta. La participació fou del 71 per cent (no es té en compte els vuit districtes, on no se celebraren). El Front Popular Constitucional (Põhiseaduse Elluviimise Rahvarinne) va guanyar a 55 circumscripcions electorals.

## Resultats
|                                 |                                 |         |        |         |  |  |
| Partit                          | Partit                          | Vots    | %      | Escons  |  |  |
|                                 | Front Nacional                  | 256,213 | 57.43  | 64 / 80 |  |  |
|                                 | Independents                    | 189,929 | 42.57  | 16 / 80 |  |  |
|                                 |                                 |         |        |         |  |  |
| Total                           | Total                           | 446,142 | 100.00 | 80      |  |  |
| Votants registrats/participació | Votants registrats/participació | 640,000 | –      |         |  |  |
| Font: Nohlen i Stöver           |                                 |         |        |         |  |  |